# Дзівна
Дзівна (пол. Dziwna, нім. Dievenow) — річка в Польщі, у Каменському повіті Західнопоморського воєводства. Одне з трьох гирл (східне) Одри (басейн Балтійського моря).

## Опис
Довжина річки 32 км.

## Розташування
Відгалужується від Одри у місті Загуже. Спочатку тече переважно на північний схід через Волін, Дажовице, Унін, Яженбово, Сібін, Кукулово, Лусково, Камень-Поморський. У місті Дзівнув повертає на південний, а потім на північний захід і впадає у Балтійське море. На своєму шляху річка утворює затоки: Ціху, Каменську та Вжасовську.
У місті Волін річку перетинає євроавтошлях Е65 та залізнична станція. На правому березі річки на відстані приблизно 1,15 км розташована станція Реслав.

## Цікавий факт
- У селі Вжосово на правому березі гирла розташований Балтійський парк динозаврів[1].

## Галерея

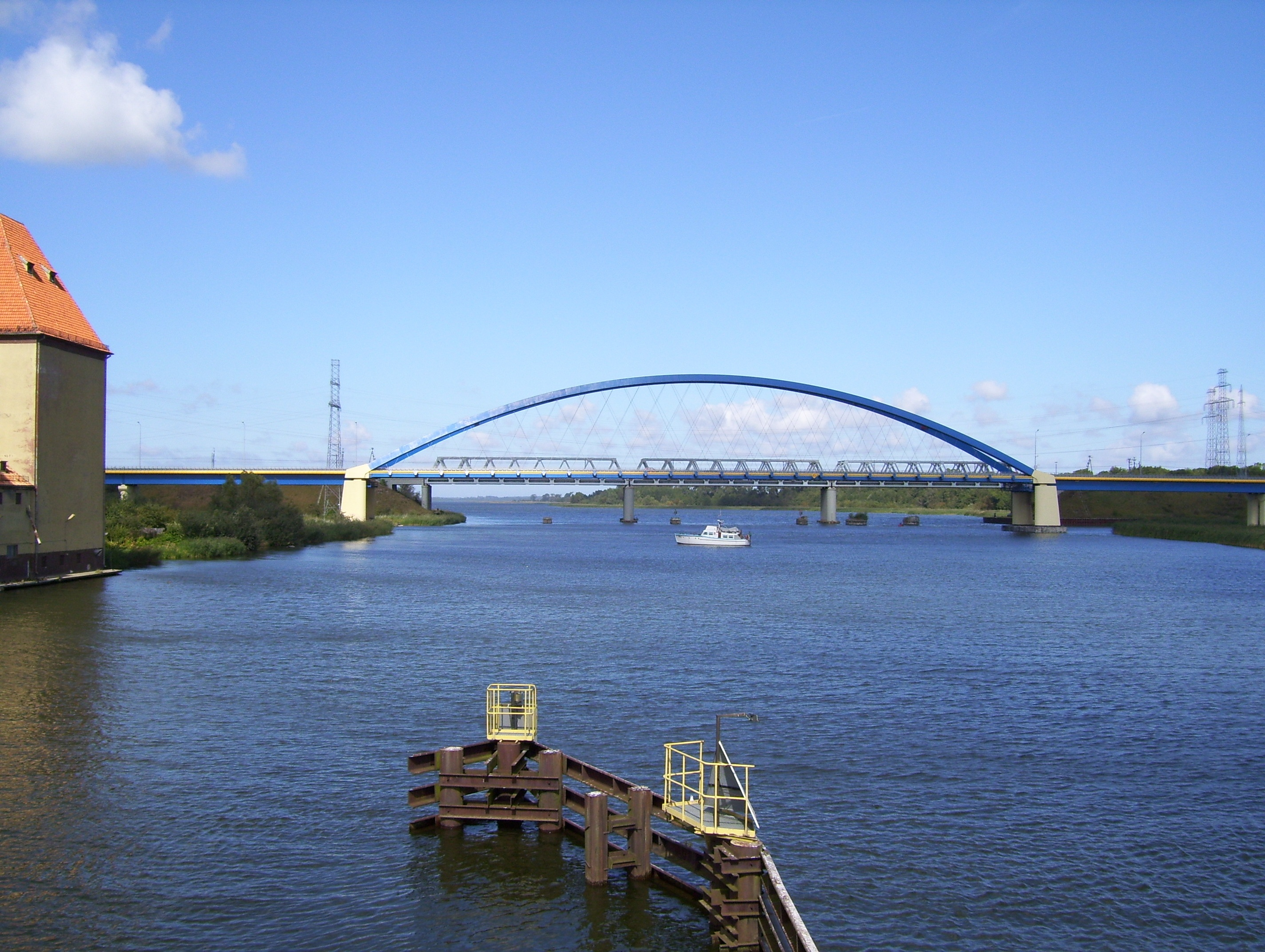
Дзівна під мостом
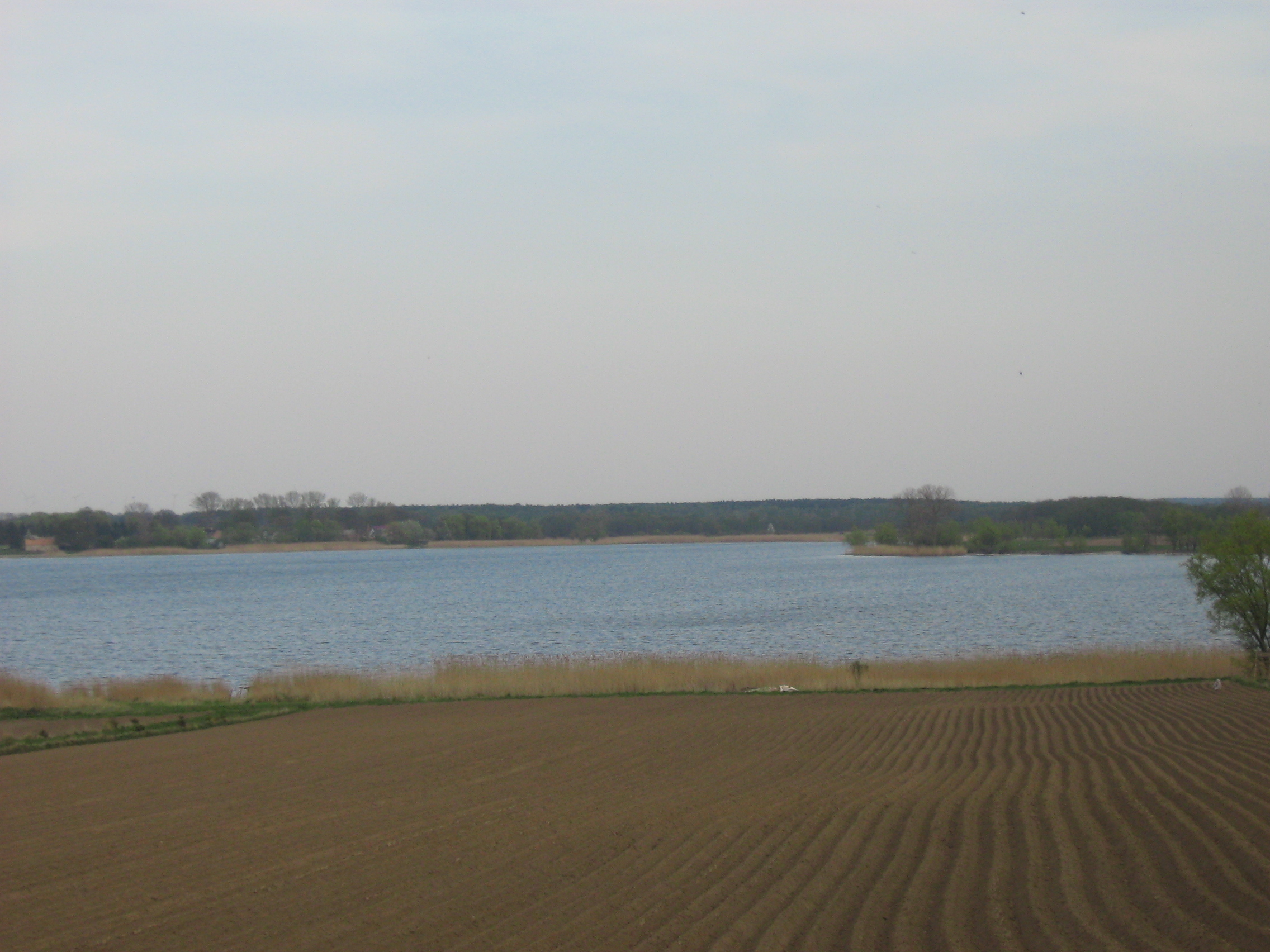
Дзівна в Кукулово
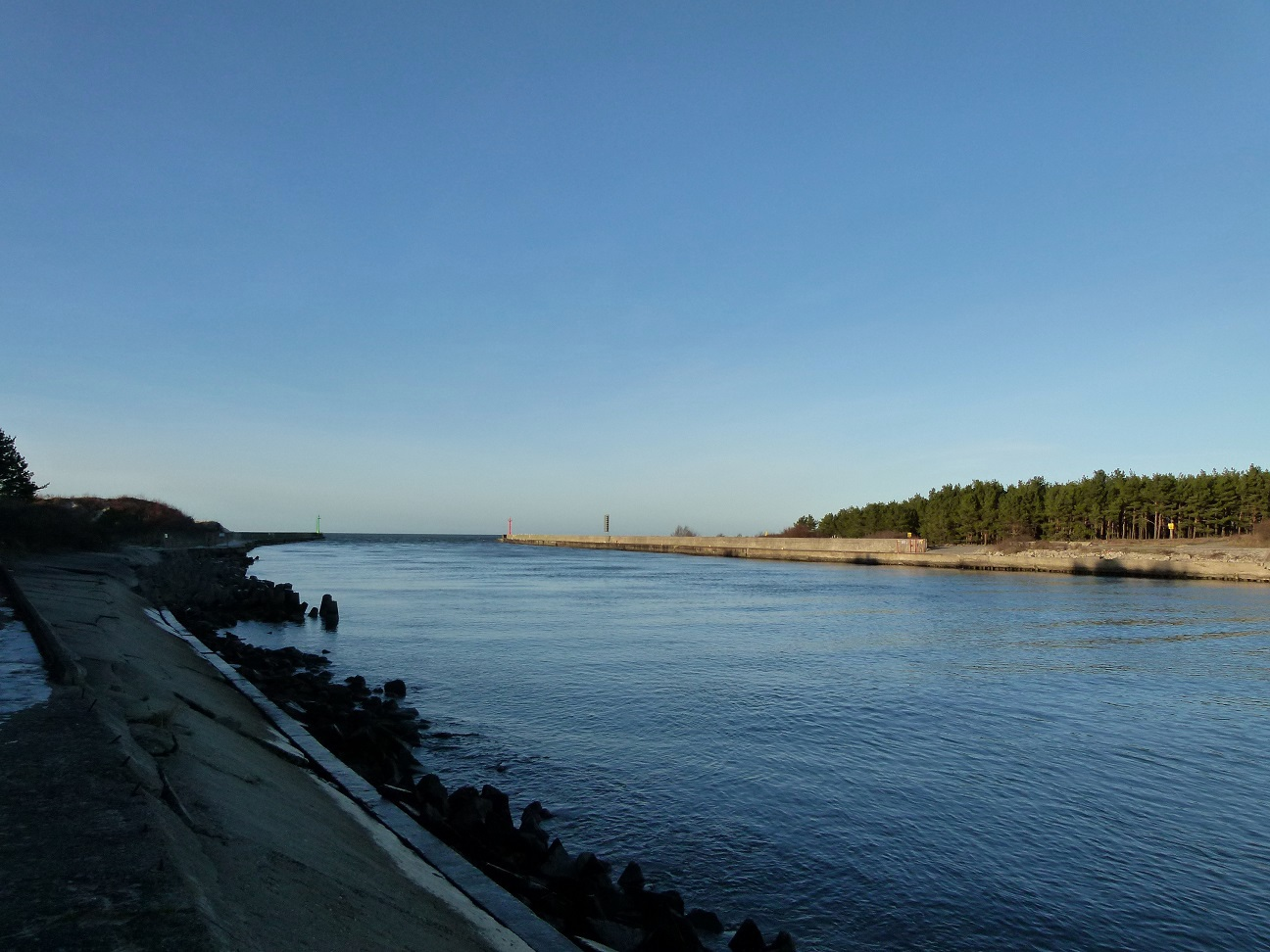
Гирло Дзівни до Балтійського моря